# Ragnarsdóttir
Ragnarsdóttir ist ein isländischer Name.

## Bedeutung
Der Name ist ein Patronym und bedeutet Tochter des Ragnar. Die männliche Entsprechung ist Ragnarsson (Sohn des Ragnar).

## Namensträgerinnen
- Jóna Margrét Ragnarsdóttir (* 1983), isländische Handballspielerin
- Jórunn Ragnarsdóttir (* 1957), isländische Architektin
- Kristín Vala Ragnarsdóttir (* 1954), isländische Geo- und Umweltwissenschaftlerin
- Ragnheiður Ragnarsdóttir (* 1984), isländische Schwimmerin und Schauspielerin